# جان کامرون
جان کامرون (انگلیسی: Jan Cameron؛ ۱۹۴۷  – ۳۰ آوریل ۲۰۱۸ (۷۱ سال)) شناگر اهل استرالیا بود.
وی در مسابقات کشوری و بین‌المللی در مجموع برندهٔ ۳ مدال نقره، ۱ مدال برنز شده‌است.